# Carina Vogt
Carina Vogt, född den 5 februari 1992 i Schwäbisch Gmünd, Tyskland, är en tysk backhopperska som blev historisk när hon 2014 vann den första damtävlingen i OS.